# The Best of Blondie
The Best of Blondie – szósta album grupy Blondie wydana w roku 1981 i zarazem pierwsza kompilacja najlepszych utworów zespołu. Równocześnie z nią została wydana kaseta wideo, The Best of Blondie: The Videos, zawierająca teledyski utworów z płyty. W roku 2001 płyta została poddana komputerowej poprawie jakości dźwięku i wydana w formacie CD, a kaseta została wydana drugi raz w formacie DVD pod nazwą Greatest Video Hits w 2002 roku. Dodano wtedy m.in. nowe teledyski: Island of Lost Souls (1982) oraz Maria (1999).

## Lista utworów

### Płyta długogrająca
1. Heart of Glass (Harry, Stein) – 4:34
2. Denis – 2:17
3. The Tide Is High (Barrett, Evans, Holt) – 4:39
4. In the Flesh – 2:31
5. Sunday Girl (Stein) – 3:04
6. Dreaming (Harry, Stein) – 3:06
7. Hanging on the Telephone (Lee) – 2:22
8. Rapture (Harry, Stein) – 5:35
9. Picture This – 2:57
10. Union City Blue – 3:22
11. (I'm Always Touched by Your) Presence, Dear (Valentine) – 2:42
12. Call Me (Harry, Moroder) – 3:32
13. Atomic (Destri, Harry) – 4:40
14. Rip Her to Shreds (Harry, Stein) – 3:21

### Kaseta wideo
1. In the Flesh
2. X-Offender
3. Denis
4. Detroit 422
5. (I'm Always Touched by Your) Presence, Dear
6. Picture This
7. Hanging on the Telephone
8. Heart of Glass
9. Dreaming
10. Union City Blue
11. Atomic
12. The Tide Is High
13. Rapture

#### Teledyski dodane na płycie DVD
1. The Hardest Part
2. Island of Lost Souls
3. Maria
4. Rip Her to Shreds
5. One Way or Another